# Rhadinaea rogerromani
Rhadinaea rogerromani este o specie de șerpi din genul Rhadinaea, familia Colubridae, descrisă de Jörn Köhler și Mccranie 1999. Conform Catalogue of Life specia Rhadinaea rogerromani nu are subspecii cunoscute.